# Eigentlicher metrischer Raum
Ein eigentlicher metrischer Raum (engl.: proper metric space) ist ein mathematischer Fachbegriff aus der Topologie und Geometrie. In solchen metrischen Räumen sind abgeschlossene und beschränkte Mengen kompakt. Nach dem Satz von Heine-Borel ist dies eine typische Eigenschaft reeller Vektorräume, aber auch andere metrische Räume können diese Eigenschaft haben.

## Definition
Ein eigentlicher metrischer Raum ist ein metrischer Raum, in dem alle abgeschlossenen, beschränkten Teilmengen kompakt sind. Man spricht auch von einem metrischen Raum, in dem die Heine-Borel-Eigenschaft gilt.

## Eigenschaften
- Eigentliche metrische Räume sind stets vollständig.[1]
- Ein normierter Vektorraum ist genau dann eigentlich, wenn er endlichdimensional ist.